# Aljakszandr Rihoravics Lukasenka
Aljakszandr Rihoravics Lukasenka, oroszosan: Alekszandr Grigorjevics Lukasenko (belaruszul: Алякса́ндр Рыго́равіч Лукашэ́нка; oroszul: Алекса́ндр Григо́рьевич Лукаше́нко; Kopisz, 1954. augusztus 30. –) Fehéroroszország elnöke (államfő és kormányfő) 1994 óta, így ő a leghosszabb ideje hivatalban lévő európai vezető. 2001-ben, 2006-ban, 2010-ben, 2015-ben, 2020-ban és 2025-ben vitatott körülmények között egyaránt újraválasztották. A köznyelvben gyakran Bátyka néven is emlegetik. A nyugati világban elterjedt az „Európa utolsó diktátora” elnevezés is.
Lukasenka Fehéroroszországban autokratikus rezsimet vezet. A választások nem szabadok és nem tisztességesek, a rendszer ellenfeleit elnyomják vagy bebörtönözik, a média szabadságát pedig erősen korlátozzák. Ezért számos nyugati kormány szankciókat vezetett be Lukasenka és más fehérorosz kormánytisztviselők ellen.

## Pályafutása
Az Orsai járás Kopisz nevű településén született 1954-ben. Lukasenka családi háttere kevéssé ismert. Nagyapja Trofim Ivanovics Lukasenka az észak-ukrajnai Csernyihiv vidékéről származott. Lánya, Lukasenka édesanyja, Jekatyerina a mahiljovi területen fekvő Alekszandrija faluban született és nőtt fel. Lukasenka apa nélkül nevelkedett, a nevében található Rihoravics (vagy Grigorjevics) is talán csak mostohaapára vagy pártfogóra utal, akinek személye szintén tisztázatlan. Az iskolában sokat gúnyolták társai amiatt, hogy nincs apja, sőt pletykák keringenek ma is arról, hogy Lukasenka apja egy vándor cigány lehetett.
1975-ben végzett a Mahiljovi Pedagógiai Intézetben. Katonai szolgálatát a KGB irányítása alatt levő határőrségnél töltötte (1975–1977, valamint 1980–1982 között). Leszerelése után a Sklovi járásban dolgozott állami gazdaságok irányításában. 

### Politikai pályafutásának kezdete
1990-ben a BSZSZK Legfelső Tanácsába választották képviselőnek. Nem támogatta a rendszerváltó törekvéseket, Kommunisták a Demokráciáért néven baloldali frakciót alapított. Az 1991. augusztusi moszkvai puccs során a keményvonalas kommunista Gennagyij Janajev oldalára állt. 1991 decemberében ő volt az egyetlen képviselő, aki a Szovjetunió felbontása ellen szavazott. Az ország függetlenedése után visszatért korábbi munkaköréhez.
1993-ban megválasztották a belarusz parlament antikorrupciós bizottságának elnökévé. Számos vezető politikust vádolt meg korrupcióval, köztük az akkori államfőt, Sztanyiszlav Suskevicset is.

### Első elnöki ciklusa
1994. január 26-án Suskevicset felmentették a Legfelső Tanács elnöki tisztségéből és kiírták az ország első demokratikus elnökválasztását, melyet Lukasenka nyert meg (a június 19-én tartott első fordulóban 44,8%-ot; a július 10-i második fordulóban 80%-ot ért el). Első elnöksége idején az ország politikája alapvető fordulatot vett, visszatértek (népszavazások útján) a szovjet állami jelképekhez és ideológiához. A szociális vívmányok fenntartásával, az állami tulajdon kiárusításának megakadályozásával és az életszínvonal állami biztosításával Lukasenka tartós népszerűségre tett szert az ország lakosságának körében. 1996-ban alkotmánymódosítással kiszélesítette az elnöki jogköröket, 1998-ban pedig aláírta az orosz–belarusz gazdasági unióról szóló szerződést.

### Második, harmadik, negyedik és ötödik elnöki ciklusa
2001 szeptemberében a szavazatok ¾-ével újraválasztották. 2004 óta a Képviselőház pártonkívüli 96 képviselőjének és a kommunista párt támogatásával kormányoz. A piacgazdasági átalakulás leállításával, a gazdaság állami kézben tartásával és az ellenzék elnyomásával Lukasenka kivívta maga ellen az EU és az USA kormányainak ellenszenvét. Beutazási tilalmat léptettek érvénybe ellene és kormánya tagjai ellen, befagyasztották a nyugati bankszámláit. 
Az alkotmány szerint nem indulhatott volna újra az elnökségért, ezért 2004 októberében népszavazással megváltoztatták az alkotmányt. A 2006-os választásokkor nyugaton aktívan támogatták választási ellenfeleit, őt pedig Európa utolsó diktátoraként emlegették. 2006. március 19-én 82,6%-kal választották újra. A választás után tüntetések kezdődtek, ám Lukasenka kemény kézzel leverte az ellene tiltakozó ellenzéket, Aljakszandr Kozulin ellenzéki elnökjelöltet ötévi börtönre ítélték. 2006 tavaszán Szijjártó Péter, a Fidesz akkori szóvivője és a Fidelitas elnöke az akkori belarusz elnökválasztások elcsalása miatt a budapesti belarusz nagykövetség előtt tüntetett Lukasenka ellen, együtt a többi párt ifjúsági szervezeteinek képviselőivel. Ugyanebben az évben elhidegült a korábban baráti viszony Vlagyimir Putyinnal, mivel Lukasenka nem hajlandó az állami gázipari vállalat, a Beltranszgaz kiárusítására.
A 2010 decemberében tartott elnökválasztáson 80%-os részvétel mellett a szavazatok 79 százalékát szerezte meg. Az újraválasztás után tüntetések kezdődtek, de az ellenzék nem tudta megdönteni a hatalmát, a szervezőket – köztük három volt elnökjelöltet – bebörtönözték. 
2015-ben ismét újraválasztották elnökké. 2020 júniusában Orbán Viktor Minszkben tett hivatalos látogatást, amelynek során szorgalmazta, hogy az Európai Unió szüntesse meg a Belarusz elleni szankciókat, és magasra értékelte a két ország közötti kapcsolatokat. Lukasenka a maga részéről kijelentette, hogy Fehéroroszországnak Magyarország a legközelebbi partnere az EU-ban, „mindenki másnál jobban megért bennünket”.

### Hatodik elnöki ciklusa
A 2020. augusztus 9-én megtartott választáson ismét elnökké választották. A nyugati vezetők szerint a szavazás nem volt sem szabad, sem tisztességes és valószínűleg elcsalták azt. A 2020-as fehéroroszországi elnökválasztást követően minden eddiginél nagyobb tüntetéshullám kezdődött az egész ország területén. Több ezer embert őrizetbe vettek. A rendőri brutalitás következtében több százan megsérültek, és legalább négyen életüket vesztették. A Litvániába menekült Szvjatlana Cihanovszkaja ellenzéki elnökjelölt szerint, a szavazatok 60–70%-ával ő nyerte meg az elnökválasztást.
2021 végén a Politico Europe Európa legbefolyásosabb embereinek éves rangsorában a „felforgatók” kategória 9. helyére tette. „A belorusz diktátor” a lap értékelése szerint nem csak országát szorongatja, de szomszédait is provokálja: a fehérorosz határőrség az év második felében migránsokat irányított át a határon Litvániába, Lettországba és Lengyelországba, amit a litván kormány „hibrid hadviselésnek” nevezett. Emellett kormánya leszállásra kényszerített egy Ryanair-gépet, hogy letartóztathasson egy azon utazó ellenzéki aktivistát.